# 越池体育场
越池体育场是一个足球体育场，位于越南富寿省越池市。这座可容纳近 20,000个座位的体育场位于富寿省体育中心内。目前，该体育场是富寿FC的主场。

## 历史
越池体育场自1960年代以来一直存在。 2005年由富寿省人民委员会投资重建，投资约1000亿越南盾。由于多年没有大型比赛，球场很多设施没有维护导致损坏。但近年来，体育运动受到了富寿省委、省人民委员会的重视，尤其是足球。 2019年4月，全省集中资源升级越池体育场等多项必要体育设施，服务人民群众体育需求，承办国内外足球赛事。改造后的越池体育场于2019年6月7日举办了越南U23对缅甸U23的国际友谊赛。
越池体育场主办了2021年东南亚运动会男足A组比赛以及半决赛。